# Silvareccio
Silvareccio (korsisch U Silvarecciu) ist eine Gemeinde im französischen Département Haute-Corse auf der Insel Korsika. Sie gehört zum Kanton Casinca-Fiumalto im Arrondissement Corte. Die Bewohner nennen sich Silvariccinchi. Das Siedlungsgebiet liegt auf ungefähr 640 Metern über Meeresspiegel. Nachbargemeinden sind Loreto-di-Casinca im Norden, Sorbo-Ocagnano und Penta-di-Casinca im Nordosten, Porri im Osten, Casalta im Südosten, Piano und Casabianca im Südwesten, Penta-Acquatella im Westen und Monte im Nordwesten.

## Bevölkerungsentwicklung

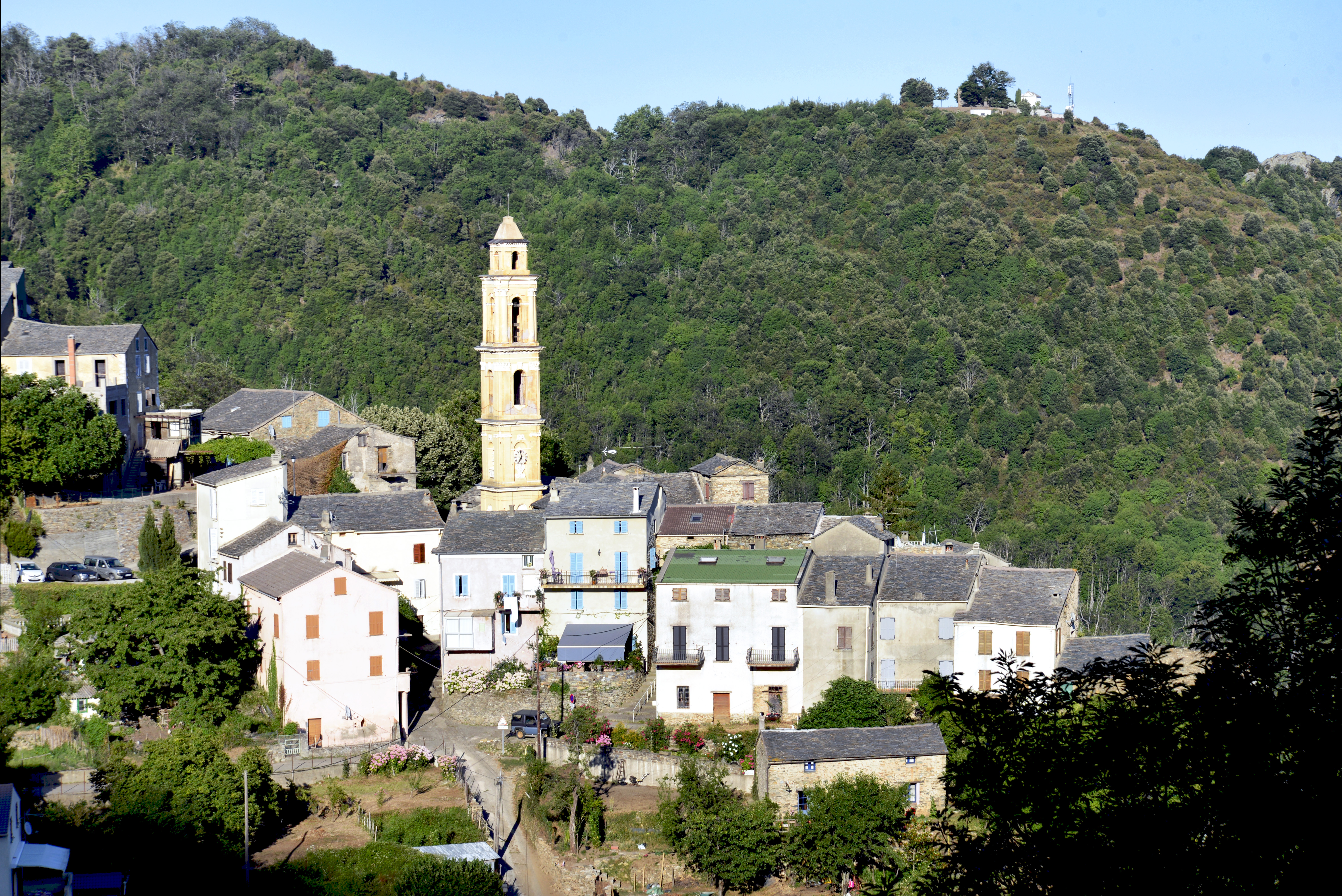
Ortsansicht

| Jahr      | 1962 | 1968 | 1975 | 1982 | 1990 | 1999 | 2008 | 2012 |
| --------- | ---- | ---- | ---- | ---- | ---- | ---- | ---- | ---- |
| Einwohner | 184  | 173  | 98   | 73   | 77   | 97   | 118  | 119  |